# 飛行船

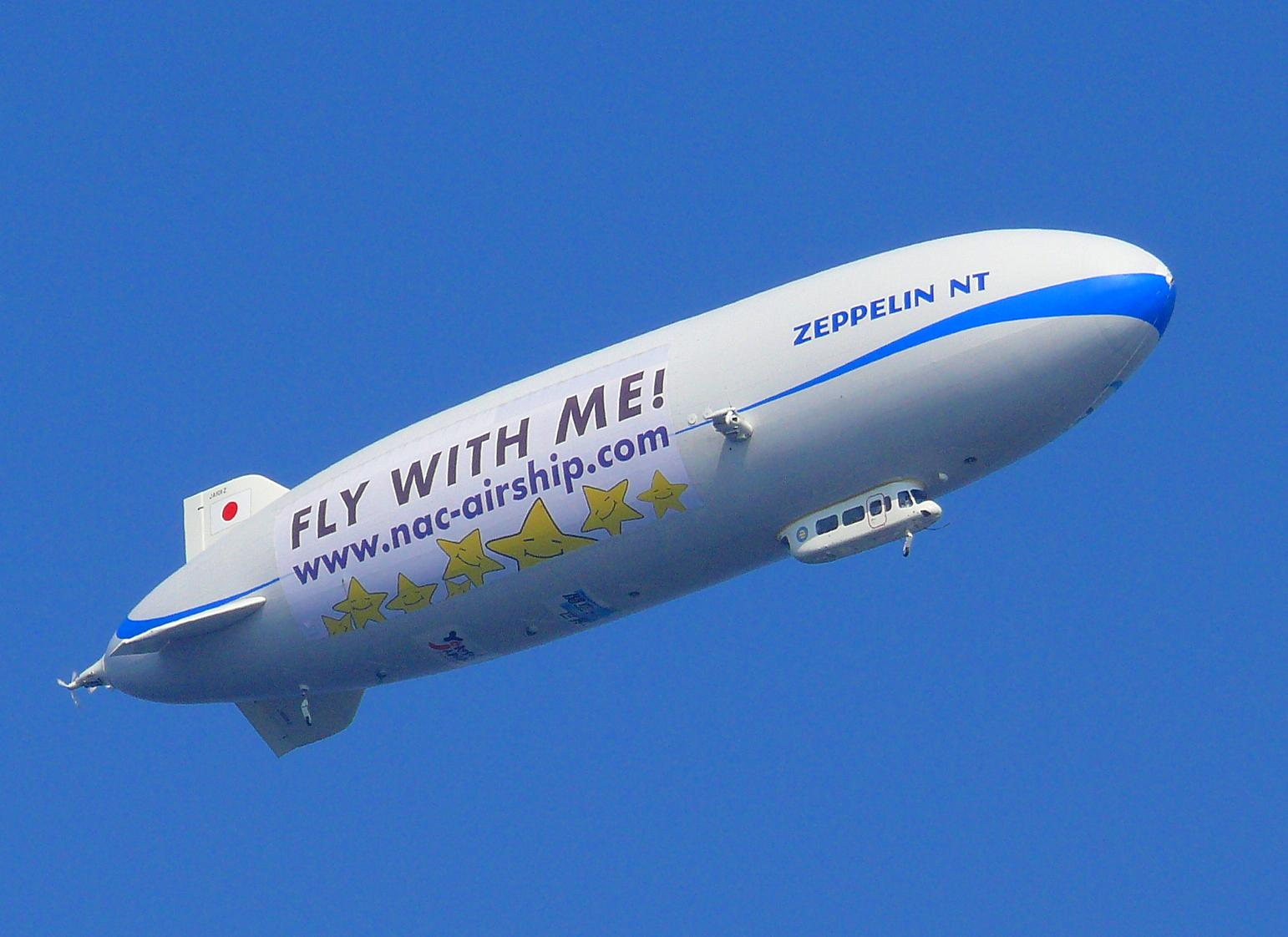
ツェッペリンNT飛行船

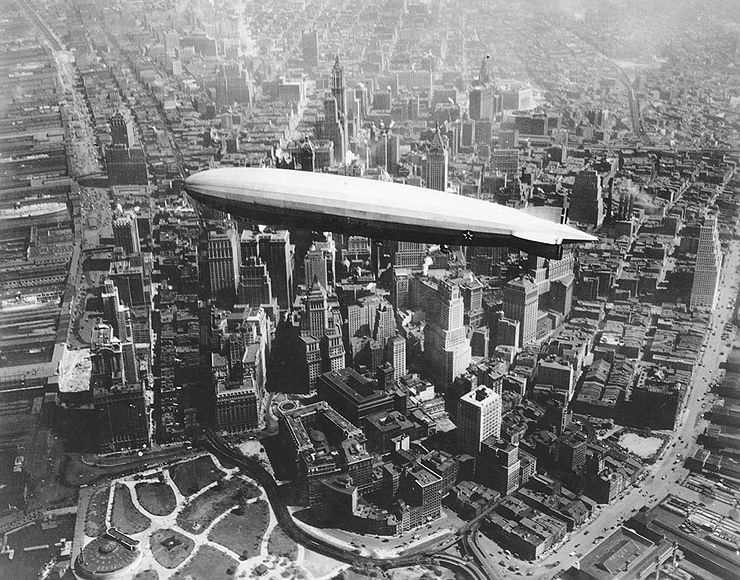
USSロサンゼルス号
1924-1932年頃のニューヨーク市南マンハッタン上空

飛行船（ひこうせん、英語: airship）は、空気より比重の小さい気体をつめた気嚢によって機体を浮揚させ、これに推進用の動力や舵をとるための尾翼などを取り付けて操縦可能にした航空機（軽航空機）の一種である。

## 概要
機体の大部分を占めるガス袋（気嚢）に水素もしくはヘリウムが充填されている。通常、ガス袋は空気抵抗を低減させるため細長い形状をしており、乗務員や旅客を乗せるゴンドラやエンジンおよびプロペラなどの推進装置が外部に取り付けられている。機体後部には尾翼があり、方向安定を得るとともに取り付けられた舵面を動かして船体の方向を変える。
飛行機に比べたらスピードでは劣るものの、客船よりは高速、離着陸に滑走が不要だというメリットがありかつては人間の大切な交通手段の一つであった。特に20世紀前半に約2.5日かけての大西洋横断運航をよく担っていた。世界一周を成し遂げ、日本の茨城県霞ヶ浦航空隊基地に来航した機体（LZ 127「グラーフ・ツェッペリン」（ツェッペリン伯号））もあり、世界を熱狂させたこともある。軍事分野でも第一次世界大戦などで利用された。
1937年に発生したヒンデンブルク号爆発事故を契機に水素利用の飛行船の安全性が大問題になり、航空輸送、人間の交通手段の担い手としての役割を終えた。
現在では、飛行機の発達と普及もあり、大型飛行船は使われなくなり、広告宣伝用や大気圏の観測用等として、不燃性のヘリウムガスを利用した飛行船が小規模に使われている。現代で一般人が飛行船に乗ることはまずない。

## 呼称
飛行船は英語では "Airship" （エアシップ）、ドイツ語では "Luftschiff" （ルフトシッフ）と言い、フランス語では  "Dirigible" （デリジャブル、ディリジャブル）という。フランス語の "Dirigible" という単語は、もともとは「操縦できるもの」という意味である。日本語ではもともと「飛行船」という言葉はなく、1909年（明治42年）頃には飛行船に相当するものは「飛行気球」あるいは「遊動気球」と呼ばれた。1914年（大正3年）になると「航空船」という名称が用いられるようになり、大日本帝国海軍で航空船を運用する部隊は航空船隊と呼ばれた。その後、1928年（昭和3年）に、航空母艦による「航空戦隊」の創設が決まり、同じ読み仮名となるのを避けるために航空船隊が飛行船隊に改称された。これに伴い航空船は「飛行船」と呼ばれることとなった。

## 飛行原理
飛行船は、周囲の大気より軽い浮揚ガスを用いて空中に浮揚する。船体内の浮揚ガスの重さと、船体が押しのけた大気の重さの差から、重力を上回る浮揚力を得る。この浮揚力は、いわゆるアルキメデスの原理による浮力であり、静的浮力（静的揚力ともいう）と呼ばれる。静的浮力はエネルギーを消費することなく得られ、その大きさは、飛行船が飛行していても、空中に静止していても同じである。
飛行船に働く浮力は、静的浮力の他に、動的浮力（揚力）もある。揚力は、物体の周りを流体が流れる時に発生する力であり、飛行機は翼に働く揚力によって飛行する。飛行船においても、船体に迎え角をつけて飛行することで揚力を得る場合がある。

## 構造様式による分類
飛行船の分類は、浮揚ガスを収めるガス袋を直接船体とする加圧式と、船体の中に別にガス袋を設ける非加圧式に分けられる。飛行船は、構造様式によって軟式、半硬式、硬式に大別され、その他に全金属式や準硬式と呼ばれるものもある。

### 軟式飛行船
軟式飛行船（以下、軟式船）は、船体がエンベロープと呼ばれるガス袋でできている。エンベロープはガスが漏れないよう加工された膜材で構成され、その内部に浮揚ガスが充填される。エンベロープの形状は内部のガス圧により保たれる。初期の飛行船は気球から直接発展し、基本的に軟式であった。21世紀初頭における飛行船は、ほとんどが軟式である。
重量やコストの面で有利であり、現代の飛行船はほとんどがこのタイプである。しかし、ガスの放出によって圧力が弱まると船体を維持できなくなる。突風などによって船体が変形するとコントロールを失ってしまう。また、一旦気嚢に穴が開くとガスの漏出が全体に影響するなどの欠点もある。また、船体の剛性が確保できなくなるため大型化に適しない。

### 半硬式飛行船
半硬式飛行船（以下、半硬式船）は、エンベロープの下側に沿ってキール（竜骨）を取り付けたものである。軟式船のエンベロープは、上側に張力、下側に圧縮力が作用し、船体が「へ」の字型に折れる傾向がある。これを防ぐため、船舶と同様にエンベロープの下部にキールを設けることで船体形状を維持し、大型化を可能とした。
イタリアで開発された『ノルゲ号』や『イタリア号』などが半硬式船である。
半硬式の利点として、硬式よりも骨格が少なく軽量化できるにもかかわらず、硬式飛行船と同様に大型化が可能であること、硬式同様に枠組みにエンジンや船室を取り付けられるので設計に柔軟性があり制約が少ないことがある。たとえばエンジンと船室を離れた場所に設置できるので、船室内の環境が快適である利点がある。

### 硬式飛行船
硬式飛行船は、アルミ合金や複合材料といった軽量な部材により籠のように船体骨格を組み立てて、これにピアノ線などを張って補強を加え、船体に強度を持たせる。骨格は肋材（フレーム）と縦通材で構成され、それを外皮で覆うことで船体形状を維持する。船体内部のガス袋は、十数個に分割されている。
金属製の枠組みにより船体の重量が増加する欠点があるが、船体の強度が高くなるため大型化、高速飛行が可能。ツェッペリン号の最高速度は135km/h。
特にツェッペリン伯爵製作による一連の飛行船が有名であり、「ツェッペリン」は硬式飛行船の代名詞となった。しかし、船体が頑丈といっても強風や荒天に耐え切れるほどではなく、悪天候による「難破」事故も多発している。また航空機の進歩により大型飛行船の存在意義自体が消滅したため、21世紀現在では生産・運用はされていない。

### 全金属飛行船
エンベロープを膜材でなく薄いジュラルミンの板で構成した飛行船は、全金属飛行船（以下、全金属船）またはメタルクラッド飛行船と呼ばれる。アメリカ海軍が運用したZMC-2が全金属船である。
ZMC-2は1929年に初飛行し、1941年に運用を終了し解体された。

### 準硬式飛行船
20世紀末に開発・初飛行したツェッペリンNTは、膜製のエンベロープを持ち、その内部に骨格を備える。骨格はキールではなく、三角形のフレームと縦通材で構成される。当初は準硬式の用語が無くツェッペリンNTを半硬式船と分類していたが、ツェッペリンNTの構造は従来の半硬式船とは異なることから、準硬式飛行船と呼ばれている。

## 歴史

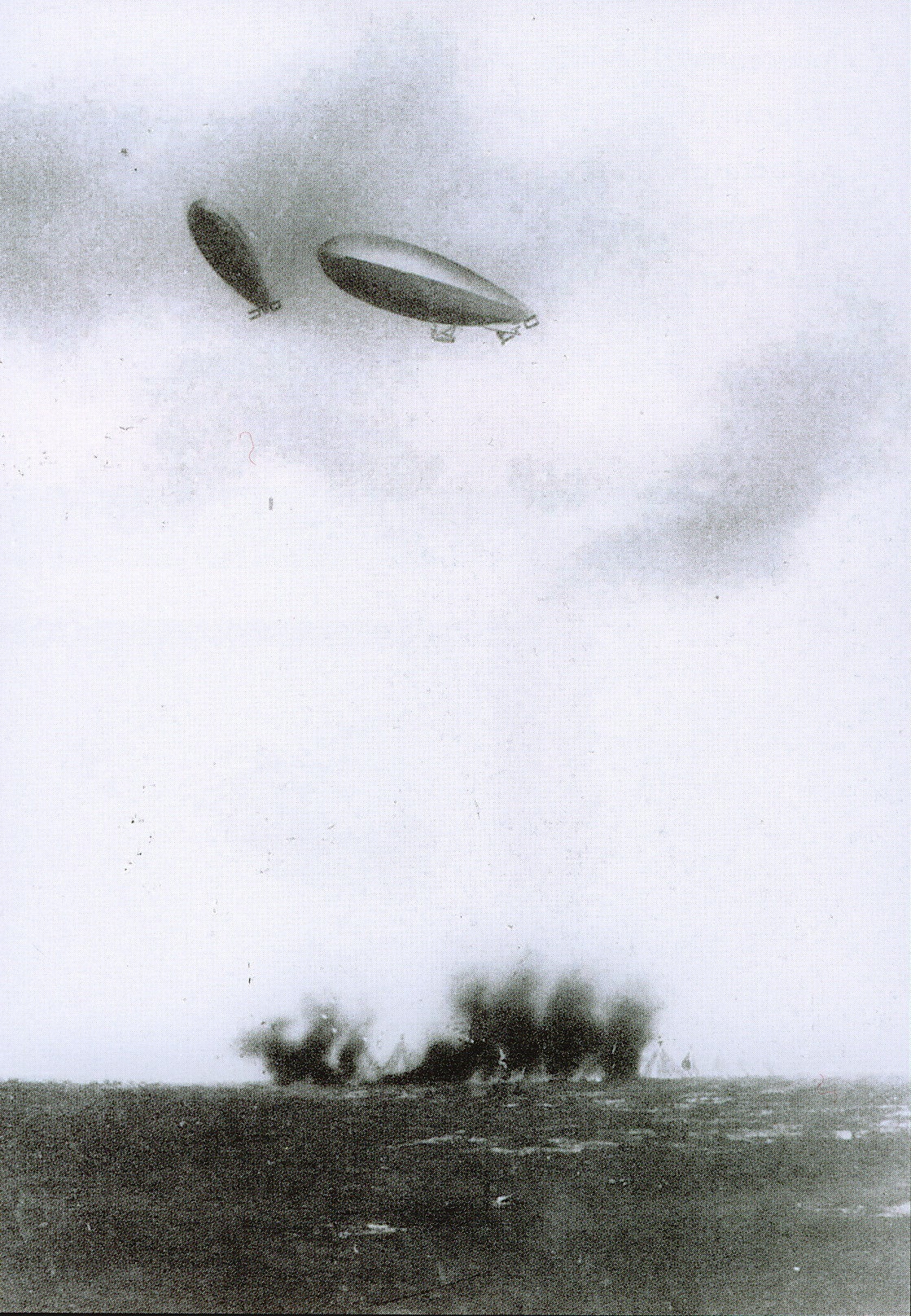
伊土戦争にてリビアを爆撃するイタリア王国陸軍航空隊（世界初の航空爆撃）

- 1852年9月23日 - フランスのアンリ・ジファールによって蒸気機関をつけた飛行船の試験飛行が成功。出力3馬力、時速8キロメートル。
- 1884年、シャルル・ルナールとA・C・クレプスによる初の電動飛行。塩化クロム電池と9馬力電動モーターを使い、7.5キロメートルを23分間で飛んだ。
- 1897年にはユダヤ系オーストリア人のダーフィット・シュヴァルツによって、硬式飛行船が試作された。ツェッペリンはシュヴァルツの家族から特許を購入する。

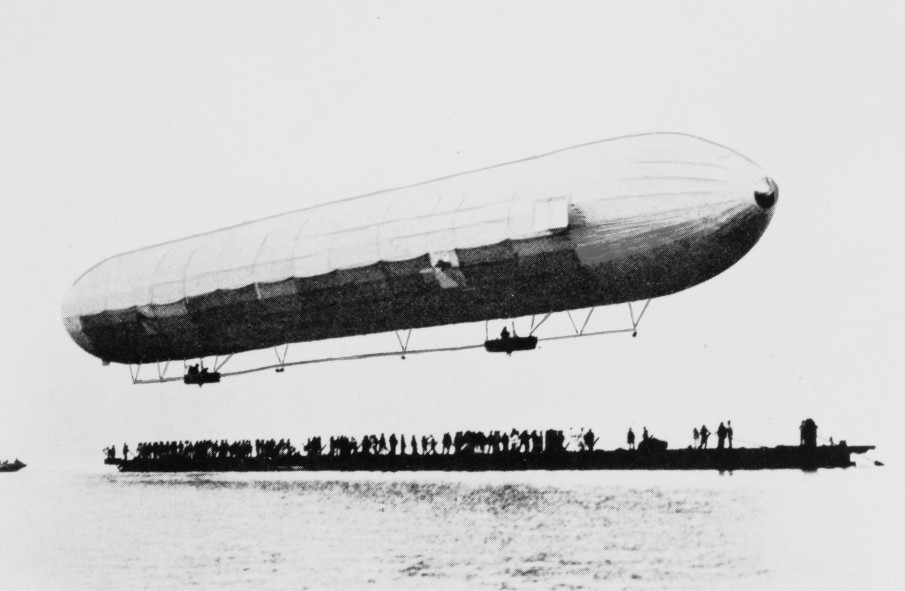
ツェッペリンの飛行船 (1900)

- 1891年のドイツでは、フェルディナント・フォン・ツェッペリン伯爵が退役後に独力で硬式飛行船の開発に乗り出し、1900年には飛行に成功。1909年にはドイツ海軍に飛行船を納入し、1911年にはドイツ国内民間航路（ヴィルヘルムスハーフェン - ベルリン）を開設した。ツェッペリン伯爵の成功によりツェッペリンは飛行船の代名詞となった。
- 1901年フランスで硬式飛行船ルボーディⅠ号が完成。初の操縦可能な飛行船として成功を収めて軍から高く実用性を買われ、実質的な飛行船実用化の確立に至った。
- 1911年9月20日に、山田猪三郎が開発した山田式飛行船が東京上空一周飛行に成功した。
- 第一次世界大戦においては、ドイツ軍により軍用飛行船が用いられ、ロンドン空襲などを行った。
- 第一次世界大戦後、ツェッペリン伯爵の跡を継いだエッケナーは、ツェッペリン飛行船を使った長距離・国際的な民間航路の開設に乗り出した。
  - 1924年に大陸縦断航路（ストックホルム - ベルリン - ローマ - カイロ - ケープタウン）を開設。
  - 1925年に太平洋横断航路（上海 - 霞ヶ浦 - サンフランシスコ）開設
- 1926年にノルウェーの探検家アムンセンがイタリア製の飛行船ノルゲ号で北極を横断。
- 1929年にはツェッペリン伯爵号が世界一周飛行を行い、当時の飛行機の限界をはるかに超える長距離・長時間の飛行性能を見せ付けた。ドイツは第一次世界大戦の敗戦国ではあったが、飛行船の製造および運用技術ではアメリカやイギリスなどを引き離していた。
- 1930年10月5日早朝、イギリスの飛行船R101がフランス北部のボーヴェにて墜落。乗員乗客48名が死亡（生存者6名）した。以後、イギリスは飛行船計画を全面的に破棄した。
- 1933年 アメリカ合衆国ニューイングランド沖合にて、アメリカ海軍の硬式飛行船アクロン号が墜落。乗員73名が死亡（生存者3名）する、飛行船史上最悪の死亡事故となった。
- 1937年に大西洋横断航路に就航していたドイツのヒンデンブルク号が、アメリカ合衆国ニュージャージー州のレイクハースト空港に着陸する際に、原因不明の出火事故を起こし爆発炎上。この事故の後、航空機（固定翼機）の発達もあり、民生用飛行船は使われなくなっていった（→ヒンデンブルク号爆発事故）。
- 第二次世界大戦中のアメリカ海軍は偵察・対潜哨戒用のK級軟式飛行船の運用を活発化、終戦時には160機以上の飛行船を運用していた。
- アメリカ海軍は第二次世界大戦後も飛行船部隊を維持した。冷戦時代、飛行船の滞空能力を活かし、レーダーを搭載することで北極海方面からの戦略爆撃機に対する警戒網の一助とした。だがこうした早期警戒飛行船は1960年代中頃には早期警戒機の登場や地上レーダー網の構築により退役した。民生用に払い下げられた飛行船の多くは広告用途などに広く用いられた。

### ヒンデンブルク号爆発事故

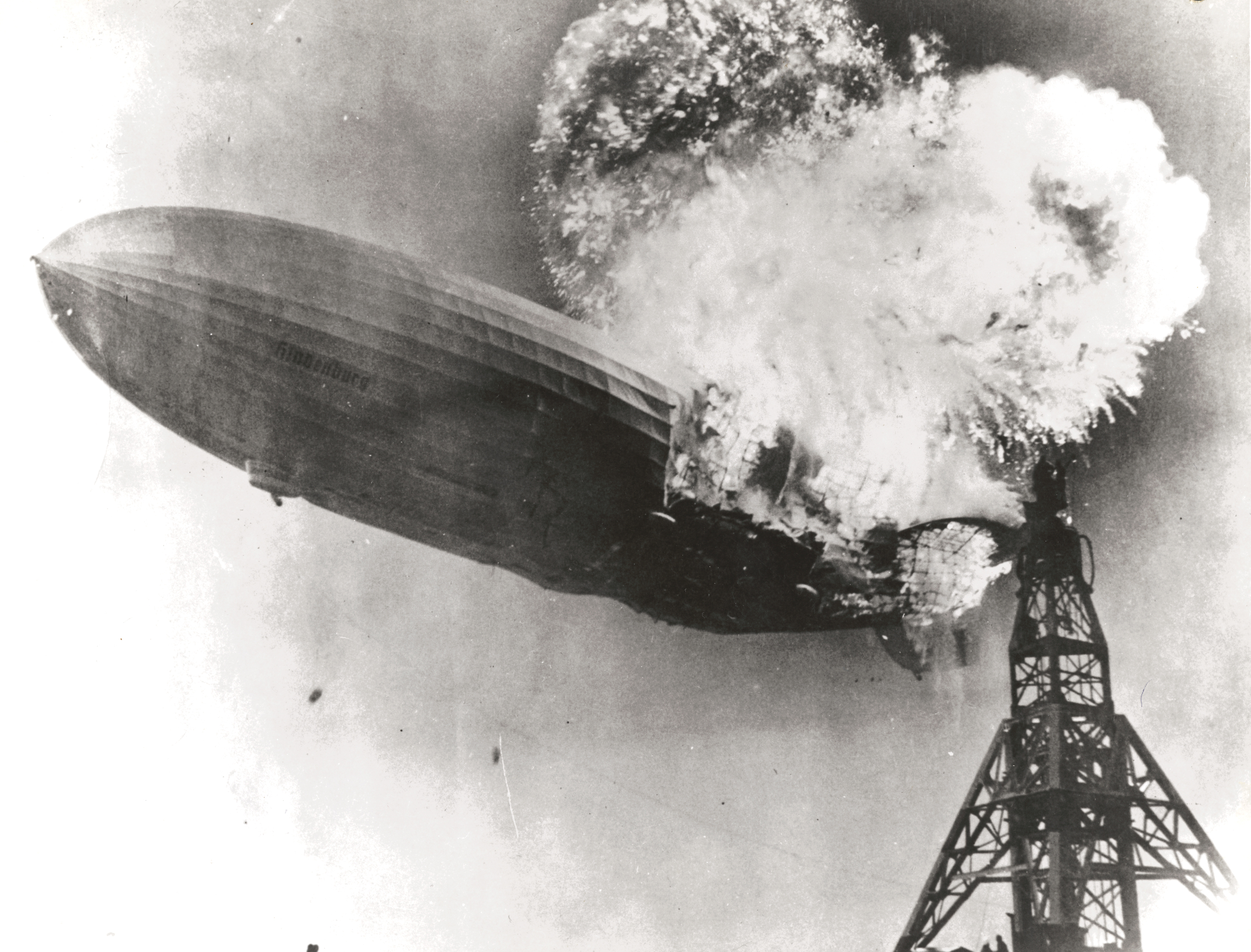
ヒンデンブルク号爆発の瞬間

当時、ヘリウムはアメリカでしか生産されておらず、アメリカがナチス・ドイツへのヘリウムの供給を拒否したため、爆発の危険を冒しながらも水素ガスを利用していた。そのため、この事故は水素ガスによるものと推測され、水素ガスを使用する飛行船の安全性に対する信用は失墜し、以後水素による飛行船が使われなくなる原因となった。

## 試験と免許
日本では、一人乗り用飛行船を操縦するための試験と免許自家用操縦士がある。商業用には、事業用操縦士の資格が必要である。
イギリスでは、非商用での飛行には、民間航空局による試験で発効される免許 Private pilot licence（Airships）、略称:PPL(As)が必要である。また、商用飛行船パイロット（Commercial Airship Pilot）においても民間航空局による試験で許可された免許（Commercial pilot licence(Airships)）が必要である。

## 用途

### 軍用
- アメリカ陸軍の飛行船（英語版）、アメリカ海軍の飛行船（英語版）
- ツェッペリン飛行船一覧、第一次世界大戦でのドイツの飛行船による爆撃
- イギリス陸軍飛行船 No 1、R33級飛行船 - イギリスの軍用飛行船計画。

パラサイト・ファイターと呼ばれる飛行機の母機として、アメリカ海軍で1931年にアクロン、1933年に姉妹船のメイコンが試作された。

### 探検
世界一周
LZ 127(愛称:グラーフ・ツェッペリン)が、1929年8月29日に世界一周を達成した。
北極圏探検
北極点を目指すために、イタリア号、アメリカ号、ノルゲ号などが用いられた。これら探索に用いられた飛行船の記録や模型は、北極探索用飛行船の出発点ともなったノルウェー北部で最大の島スピッツベルゲン島にあるスピッツベルゲン飛行船博物館にて確認できる。

### 天然ガス運搬用飛行船
1970年代に天然ガスを運搬するためにAerospace Developments (AD) によってハニカムサンドイッチによるセミモノコック構造の半硬式飛行船の計画が立案された。この飛行船の計画は浮揚ガスとして空気よりも軽量の天然ガスと共に、少量のヘリウムを使用し、天然ガスを燃料とするエンジンからの廃熱で浮揚ガスを暖めて浮力を増やすという構想だった。第二次世界大戦前に建造された現時点において史上最大のLZ 129ヒンデンブルク号の全長は245mで浮揚ガスの体積は200000m3だったが、この構想された天然ガス運搬用飛行船は全長549mで浮揚ガスの体積は2750000m3という途轍もなく巨大な飛行船だった。天然ガスを運搬後はヘリウムガスで浮揚してガス田へ戻るという仕様だった。
この方法は政情不安定な国に天然ガスの液化施設を建設する地政学的なリスクを抑える点で有効であると考えられた。半硬式飛行船ではなく軟式飛行船を使用して天然ガスを運搬するという類似の概念は既に1920年代にR100飛行船の設計に携わったバーンズ・ウォリスによって考案されていたが大型の軟式飛行船という設計が災いして頓挫した。
計画は当時の技術水準では非実用的であるとして採用されなかったが、近年では類似の概念の飛行船の構想が複数提案される。

### 高高度プラットフォーム
無人制御の飛行船の用途として、地上局・人工衛星と並ぶ第三の情報通信網としての「成層圏プラットフォーム」飛行船が注目されている。地上20キロメートルの成層圏に全長300メートル以上の大型無人飛行船を停留させ、無線通信の基地局として用いるというものである。基地局として必要な電力は飛行船上面に取り付けられた太陽電池でまかなうアイデアもある。地上局に比べ広範囲をカバーでき、人工衛星に比べ遅延時間が短く運用コストが低いという利点がある。
「成層圏プラットフォーム」実用化に向けた取り組みは世界各国でなされており、日本では政府による「ミレニアムプロジェクト」の一つとして、成層圏滞空飛行船を利用した通信・放送サービスが計画された。2004年には大規模に税金が投入され、北海道の大樹町多目的航空公園で全長60メートルの実験機（ラジコンの軟式飛行船）の飛行試験が行われたが、資金難から中止された。

### 日本国内での飛行船を用いた広告
- キドカラー号

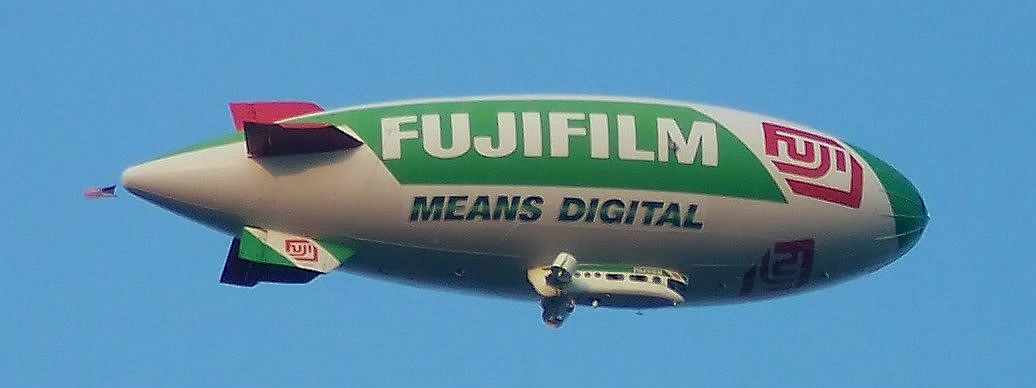
飛行船を用いた富士フイルム広告

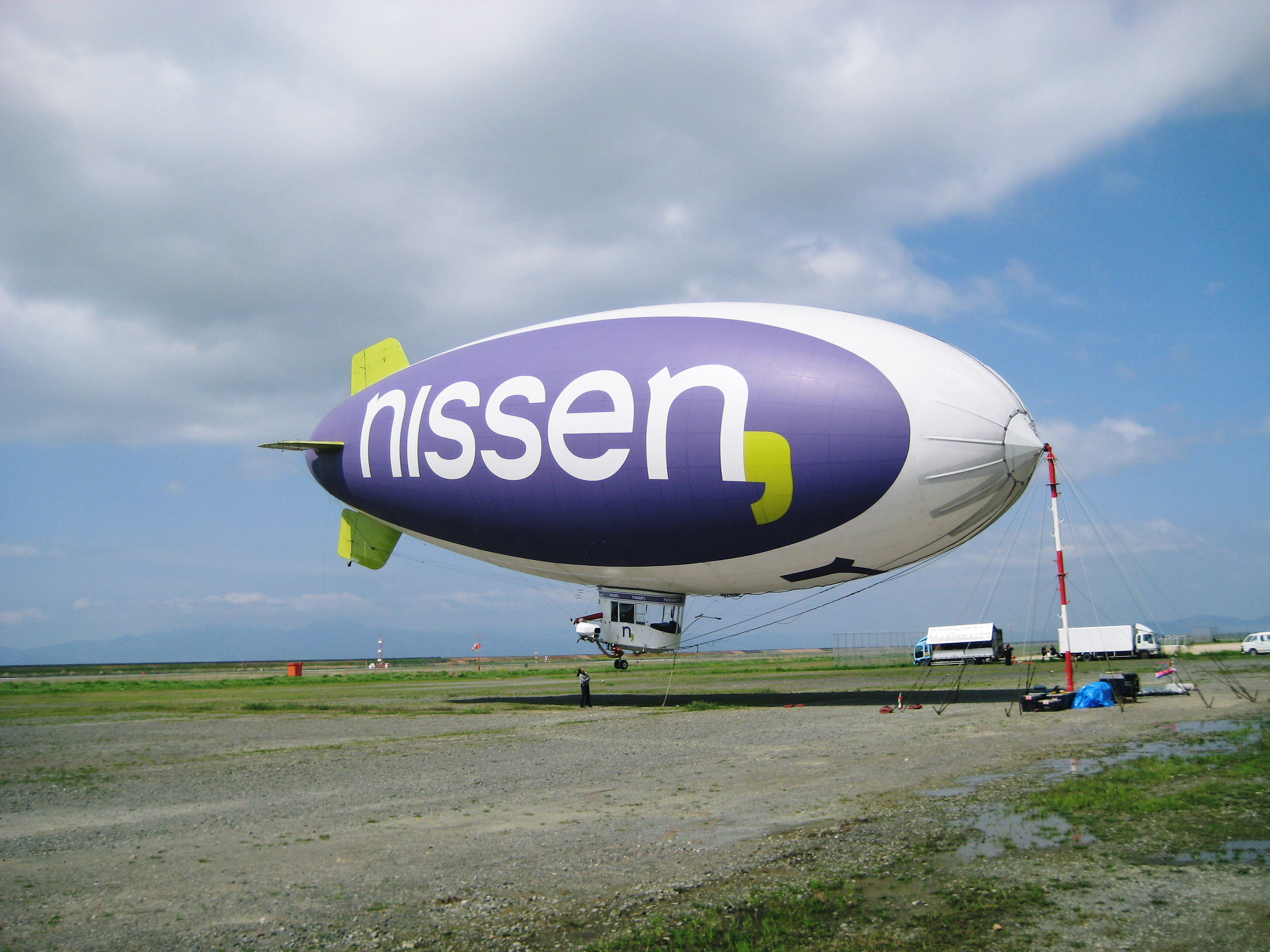
ニッセン「スマイル号」

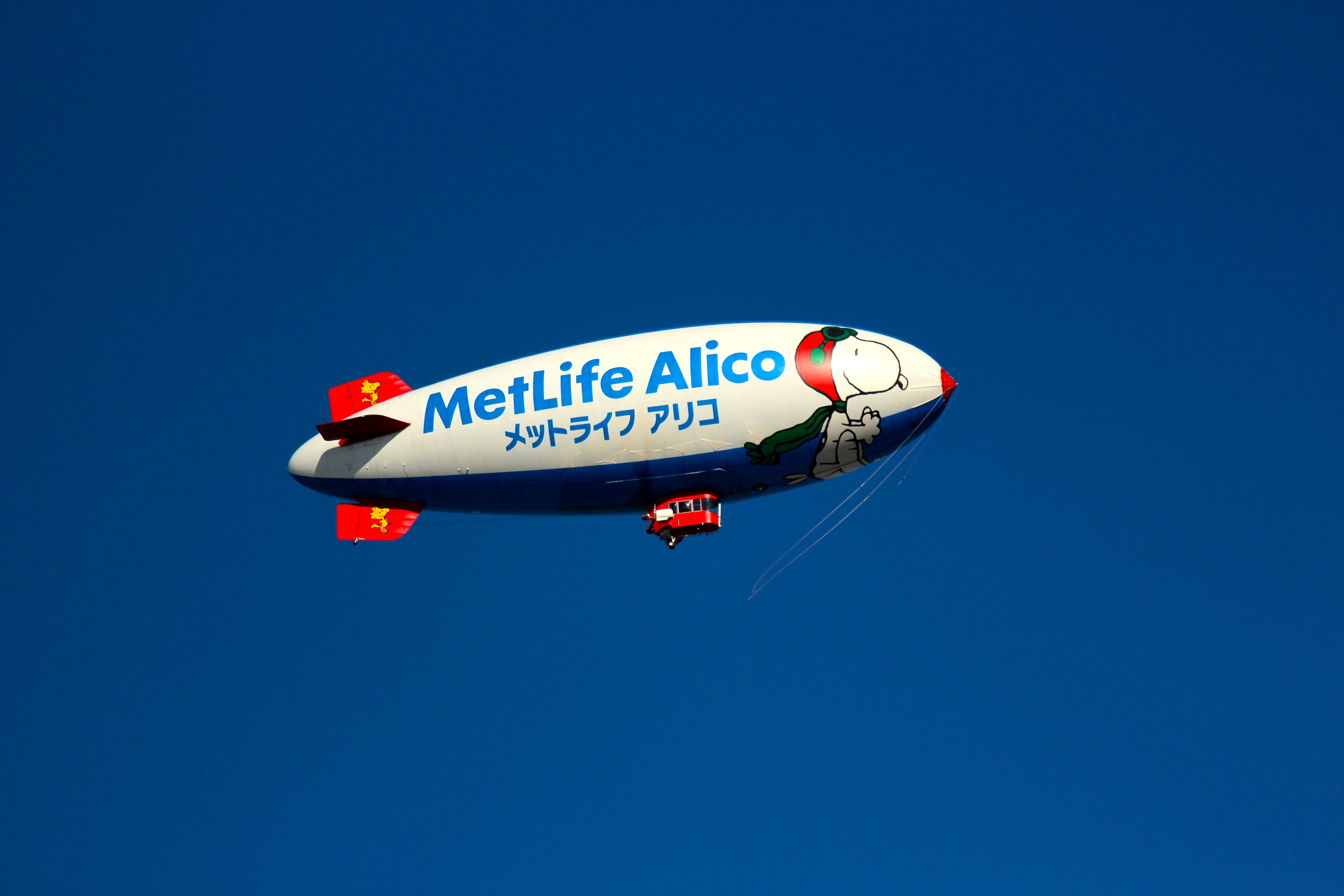
メットライフアリコ「スヌーピーJ号」

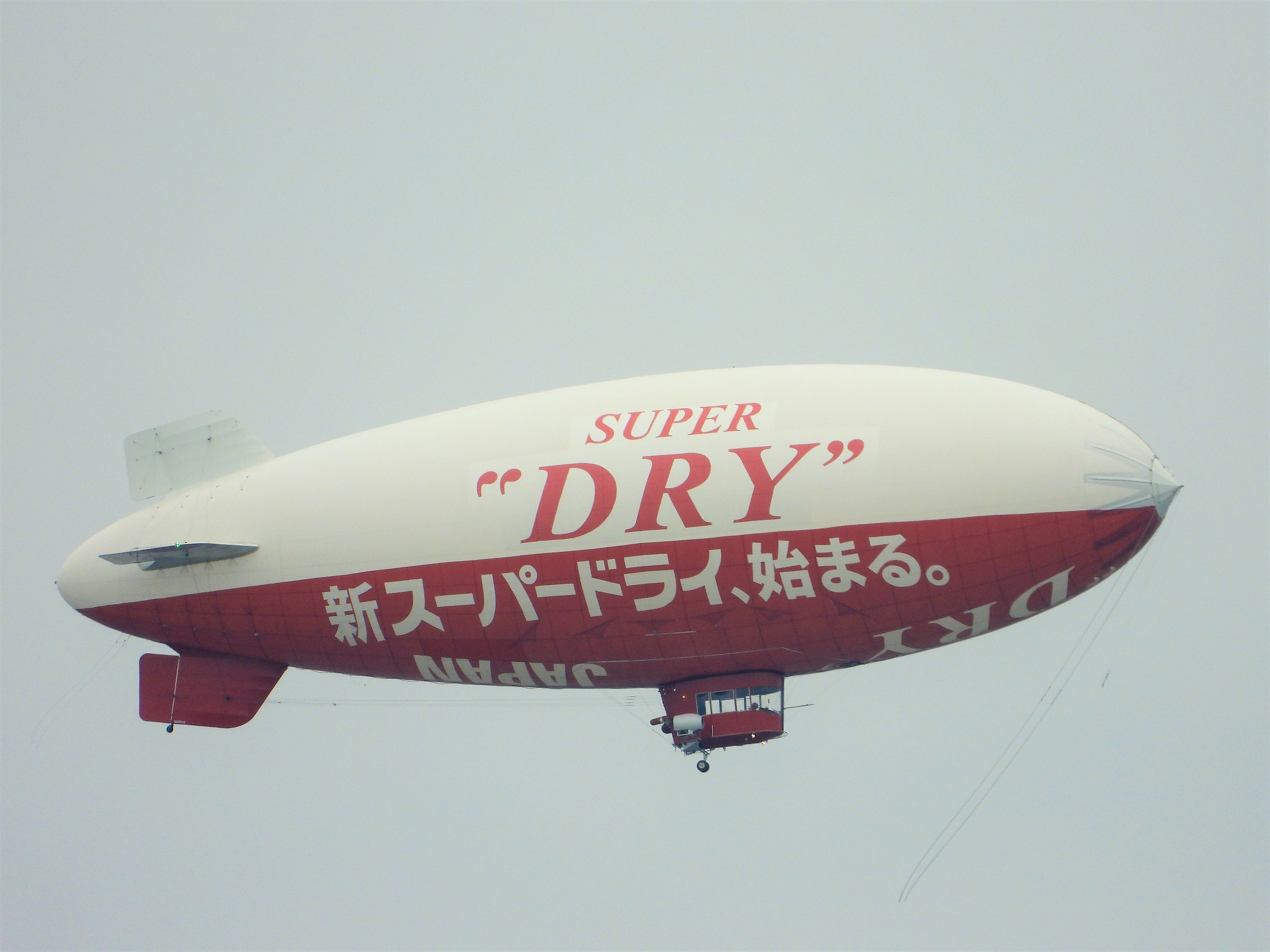
アサヒビール「新スーパードライ号」

  - 1968年に日立製作所が飛行船でPRしたカラーテレビの商標キドカラーによる。愛称は「ポンパ号」ともいわれた。
- レインボー号
  - 積水ハウスが自社宣伝のために飛ばした岡本太郎デザインの飛行船（社名等のロゴを書かずに飛んだ）。目玉のような模様が有名。
- ダイワハウス
- docomo
- グッドイヤー
- 東京ドームにおける無線操縦による小型飛行船：スリーボンド、バンプレストなど
- ニッセン：「チョッピー号」「スマイル号」
- アサヒスーパードライ号
- フジカラー号
  - 1984年のロサンゼルスオリンピックの際に富士フイルムがコダックを差し置いてオリンピック公式フィルムの権利を取得し、アメリカ合衆国上空をフジカラーのロゴが描かれた飛行船が飛んだ。アメリカ国民およびコダック社はさすがにプライドが傷ついたようで、その後オリンピックの公式記録フィルムは全てコダックが権利を得ている。
- コダック号
  - フジカラー号の宣伝効果に対抗してコダック社も1980年代後半にコダックの宣伝飛行船を飛ばしている。1号が事故で失われ、2号も造船された。
- コニカ号
  - 上記2社に対抗すべくコニカも小西六からコニカへのCIの時期に飛行船を建造している。いずれもバブル経済華やかな時期であった。
- Yokoso! JAPAN号
  - ビジット・ジャパン・キャンペーンおよび『愛・地球博』の広報活動のため欧州各国を親善飛行したのちに日本に来た。当初はロシア上空を飛行して日本に到着する予定だったが、運搬は途中でコンテナ船に乗せられた。『愛・地球博』の閉会式でも飛ばされた。日本飛行船所属の Zeppelin LZ N07-100型（機体記号 JA101Z）。
- BMW号
  - Yokoso JAPAN 号同様、日本飛行船所属の Zeppelin LZ N07-100型。
- スヌーピーJ号
  - 当時の「アメリカン・ライフ・インシュアランス・カンパニー 日本支社」が通称をアリコジャパンから「メットライフ アリコ」へと改名することをPRするため、ブランド名とスヌーピーを掲げて2010年11月〜2016年12月末まで日本国内を飛行させていた[30][31][32]。2014年当時、日本で運用されている唯一の飛行船だった[33][注 3]。機体はLIGHT SHIP A-60R型。（機体番号N614LG）
- 新スーパードライ号
  - アサヒビールがリニューアルした「アサヒスーパードライ」PRのため、2022年3月から日本国内を飛行させている。日本国内では「スヌーピーJ号」以来、5年ぶりの飛行となった。[34]機体はLIGHT SHIP A-60R型。（機体番号N620LG）